# Traces (Album)
Traces ist ein Musikalbum der schwedischen All-Star-Formation Cosmic Ear. Die in Stockholm entstandenen Aufnahmen erschienen am 23. Mai 2025 auf We Jazz Records.

## Hintergrund
Der Trompeter Goran Kajfeš und der Saxophonist Mats Gustafsson beabsichtigten seit längeren, ein kleineres Ensemble zusammenzustellen. Nach einer Reihe von Kooperationen in größeren Ensembles wie dem Fire! Orchestra gründeten sie 2024 gemeinsam mit dem Bassklarinettisten Christer Bothén, dem Bassisten Kansan Zetterberg und dem Perkussionisten Juan Romero die Gruppe Cosmic Ear. Als Gast spielt auf dem Album Marianne L’Lemwo das Karignan, ein westdafrikanisches Schrapinstrument, das aus einem Metallrohr mit Schlitzen besteht und mit einem langen Stab gekratzt oder angeschlagen wird. 
Traces ist das Debütalbum von Cosmic Ear und enthält Musik, die stark von dem Trompeter Don Cherry inspiriert ist: Die Band mischt Eigenkompositionen von Kajfeš, Gustafsson und Bothén mit Werken von Don Cherry, des Trios Codona (= Collin Walcott, Don Cherry, Naná Vasconcelos) und Frank Lowe zu einer eigenen Mischung aus Musik mit Ursprüngen in der marokkanischen Gnawa-Tradition, der Musik der Jäger in Mali, schwedischer Volksmusik und südamerikanischen Rhythmen vor dem Hintergrund ihrer Erfahrungen mit frei improvisierter Musik und zeitgenössischem Jazz.
Christer Bothén ist derjenige der Bandmitglieder, der während Don Cherrys Zeit in Schweden in den 1970er-Jahren mit ihm zusammengearbeitet hat und diese Geschichte in das Quintett einbringt, dessen Mitglieder alle eine enge Beziehung zu Cherrys damaliger Musik haben. In den mit „Traces of“ bezeichneten Titeln des Albums wird Material aus drei Kompositionen Cherrys genutzt (Brown Sugar bzw. Codona und Mali). Nach Ansicht von Jan Granlie hat sich die Gruppe auch von der Musik der Harfenistin Alice Coltrane, des Saxophonisten Pharoah Sanders und einiger anderer Musiker inspirieren lassen, die sich in den 1970er- und 80er-Jahren dem zuwandten, was heute als Spiritual Jazz gilt.

## Titelliste
- Cosmic Ear – Traces (We Jazz)[4]

1. Father and Son (Goran Kajfeš) 6:37
2. Traces of Brown Rice 4:41
3. Love Train (Don Cherry) 9:16
4. Right Here Right Now (Christer Bothén) 10:57
5. Do It (Again) – For Sofia Jernberg (Mats Gustafsson) 10:00
6. Traces of Codona and Mali 7:26 (Bonus Track)

Falls nicht anders vermerkt, handelt es sich um kollektiv entwickelte Kompositionen.

## Rezeption
Traces sei eine tiefgründige Hommage an Don Cherrys weitreichende musikalische Vision und beschreitete gleichzeitig seinen eigenen, unverwechselbaren Weg im zeitgenössischen Jazz, schrieb Mike Gates (UK Vibe). Das Ensemble würde sechs eindringliche Kompositionen liefern, die spirituellen Jazz, globale Rhythmen und avantgardistische Improvisation miteinander verbinden. Mit Traces habe die Gruppe ein Werk geschaffen, das sowohl eine Hommage als auch ein Zeugnis für die anhaltende Kraft kollaborativer, grenzüberschreitender Musik sei, ein Album, das wiederholtes Anhören belohne und jedes Mal neue Ebenen und Zusammenhänge offenbare – ein wahres Juwel im Bereich des avantgardistischen und Spiritual Jazz und von zeitloser Schönheit.
Mit 83 Jahren würde Christer Bothén als Multiinstrumentalist beweisen, dass er auch in seiner späten Karriere Anerkennung verdiene, hieß es in There Stands The Glass. Gemeinsam mit seinen Kollegen, darunter dem Free-Jazz-Star Mats Gustafsson, erreiche Bothén eine erhabene Form von Spiritualität. Während aktuell Marshall Allen Sun Ra die Ehre erweise, sei Bothéns ehemaliger Mitmusiker Don Cherry der Leitstern der Band Cosmic Ear. Traces würde Dinge enthalten, die an improvisierter Instrumentalmusik am meisten beeindrucken: interkontinentale Grooves, Ausbrüche und elektronische Schauer „auf der Suche nach göttlicher Gemeinschaft.“
Bei Cosmic Ear handele es sich um eine „Supergroup“, meinte Jan Granlie, der das Album bei Salt Peanuts vorstellte. Die Band habe mit Traces eine hervorragende Platte veröffentlicht, auf der die Inspiration durch den amerikanischen Trompeter so deutlich zu spüren sei, dass man, wenn man es nicht besser wüsste, behaupten könnte, es handele sich um eine neu entdeckte Aufnahme von Cherry. Keineswegs würden die Musiker aber das kopieren, was Cherry zuvor gemacht habe. „Die Musik ist durchweg persönlich, und wir erleben die echte Liebe der Musiker zu der Musik, die Don Cherry im Laufe seines spannenden Lebens gemacht hat, und alles ist exquisit umgesetzt, mit dem unverwechselbaren Spiel der fünf Musiker. Wunderbar!“
Bothén und Gustafson würden gemeinsam mit Kajfeš, Romero und Zetterberg tief im Boden des Spiritual Jazz graben und kontemplative Töne als Vorboten verzückter Ausbrüche hegen und pflegen, schrieb Dave Sumner in Daily Bandcamp.
Das Album gelangte auf Position 18 der Halbjahresliste (1/2025) des Francis Davis Jazz Critics Poll.